# Gélita Hoarau
Pour les articles homonymes, voir Hoarau.
Gélita Hoarau, née le 15 janvier 1956 à Saint-André (La Réunion), est une femme politique française.

## Biographie
Enseignante sans avoir le baccalauréat, elle milite très tôt au Parti communiste réunionnais (PCR) et à la Confédération générale des travailleurs réunionnais (CGTR) avec son époux Élie Hoarau.
Conseillère générale de La Réunion pour le canton de Saint-Pierre-1 de 1998 à 1999, elle devient sénatrice en 2005, remplaçant Paul Vergès, élu député européen et dès lors contraint à la démission.
En 2011, elle n'est pas réélue sénatrice, mais Paul Vergès, quant à lui élu, annonce son intention de démissionner en sa faveur. Elle remplace finalement ce dernier à sa mort, en novembre 2016, avant d’être battue aux élections sénatoriales de 2017.

## Détail des mandats et fonctions

### Au Sénat
- Sénatrice de 2005 à 2011 et de 2016 à 2017.
  - Membre de la commission de l'Aménagement du territoire et du Développement durable.
  - Membre de la délégation sénatoriale aux outre-mer.

### Au niveau local
- Conseillère municipale de Saint-Pierre.
- Conseillère générale de La Réunion de 1998 à 1999 (canton de Saint-Pierre-1).